# جيني بيرن
جيني بيرن (بالإنجليزية: Jenny Byrne)‏ هي لاعبة كرة مضرب أسترالية، ولدت في 25 فبراير 1967 في برث في أستراليا.

## وصلات خارجية
- جيني بيرن على موقع رابطة محترفات التنس (الإنجليزية)
- جيني بيرن على موقع الاتحاد الدولي لكرة المضرب (الإنجليزية)
- جيني بيرن على موقع كأس بيلي جين كينغ (الإنجليزية)
- جيني بيرن على موقع خلاصة التنس.كوم (الإنجليزية)
- جيني بيرن على موقع اللجنة الأولمبية الدولية (الإنجليزية)
- جيني بيرن على موقع أوليمبيديا (الإنجليزية)
- جيني بيرن على موقع اللجنة الأولمبية الأسترالية (الإنجليزية)